# InterRegional

Logotipo de InterRegional

InterRegional, en Portugal, son convoyes de la CP Regional que permiten conexiones rápidas entre los principales centros de conexión local y regional. En 1999 es iniciada la sustitución de esta oferta por nuevos servicios Intercidades, más confortables y más rápidos, en la línea del Alentejo. En 2001 ese servicio pasó a las líneas del Norte y de Beira Alta.
En 2004, con el inicio de la reformulación de la oferta de ámbito regional, CP muda la imagen del producto que surge con un logotipo propio bajo la designación InterRegional.

## Historia
El concepto surgió a finales de la década de los 80, con el nombre Inter-Regional, aplicado a muchos convoyes antes denominados Directos o Semi-Directos. Desde ahí y hasta el año 2001, fue un producto con una fuerte cobertura en el país, momento en que muchas de las conexiones Interregionales fueron sustituidas por convoyes Intercidades o Regionales. Fue una alteración que se debió al aumento del poder de compra de los Portugueses que, para sus desplazamientos buscaban cada vez más los convoyes Intercidades en detrimento de los Interregionales, especialmente debido al menor tiempo de viaje y a un mayor confort. 
A pesar de que el fin de este producto parecía estar próximo, el hecho es que en 2005 la empresa decidió analizar a fondo su oferta Regional y revitalizar el producto a través de un nuevo logotipo y de nuevas conexiones más rápidas y más accesibles. El paradigma mudó porque la realidad se convirtió en hecho: el factor "precio bajo" que lleva a la elección del comboi ya no es lo más importante, pero si la rapidez con que se llega al destino unido a la facilidad con que se sale del sitio, esto es, el número de convoyes y su distribución a lo largo del día.

## Características
Los nuevos Interregionales, además de unir rápidamente ciudades importantes, son ahora convoyes más frecuentes y que también abatieron el servicio Regional (que pasaron a ser más cortos, siendo verdaderamente Regionales). Esta mudanza permitió aumentar el número de conexiones, mejorando la movilidad local, y también reducir tiempos de viaje.

### Red InterRegional
Actualmente, los siguientes ejes están garantizados por convoyes Interregionales:
- Médio Tejo: Lisboa-Santa Apolónia - Entroncamento - Tomar.
- Oeste: Lisboa-Entrecampos) - Caldas de la Reina - Coímbra/Figueira da Foz.
- Minho: Porto-Campanhã - Valencia.
- Douro: Porto-São Bento - Régua - Pocinho.
- Fim-de-semana: Porto-Campanhã - Entroncamento - Lisboa-Santa Apolónia.

### Material circulante

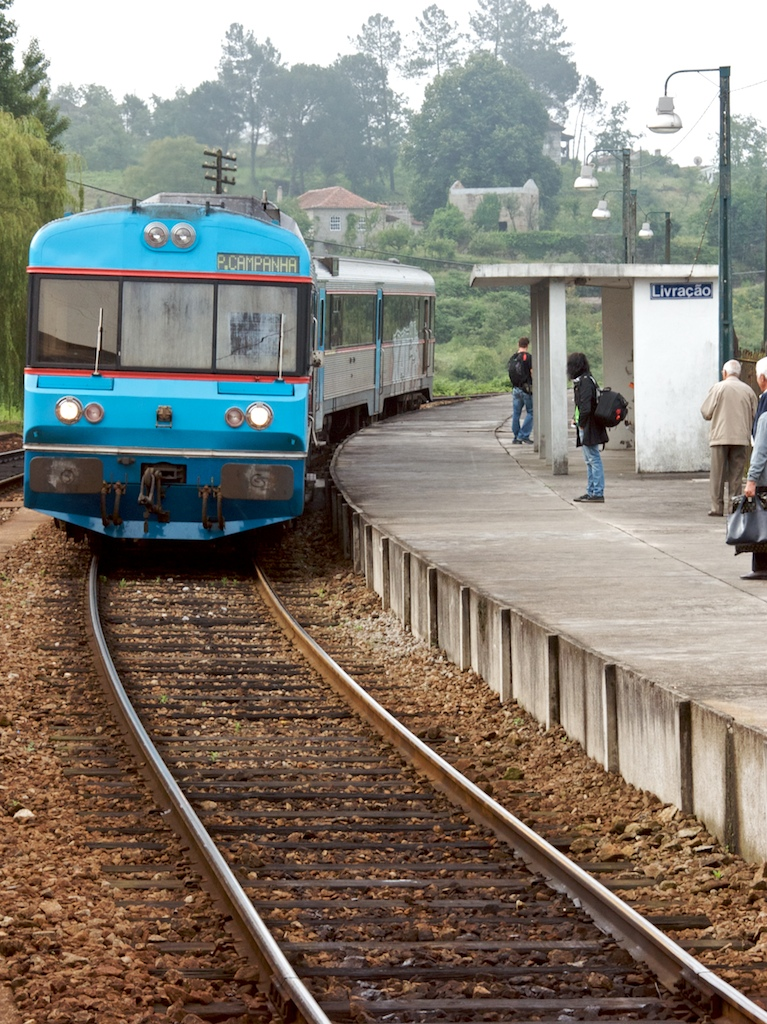
Unidad Doble Diesel (CP Serie 0450) con un comboi InterRegional de la Línea del Duero con destino a Porto-Campanhã, llegando a la estación de Livração.

Los Interregionales son convoyes T-120, para cualquiera de los ejes operados, ya que 120 km/h es la velocidad máxima de cualquier de las séries que conforman los Interregionales.
- serie 0450
- serie 2240
- serie 592